# Эстехбанат
Эстехбана́т (перс. استهبان‎) — город на юге Ирана, в провинции Фарс. Административный центр шахрестана Эстехбанат.

## География

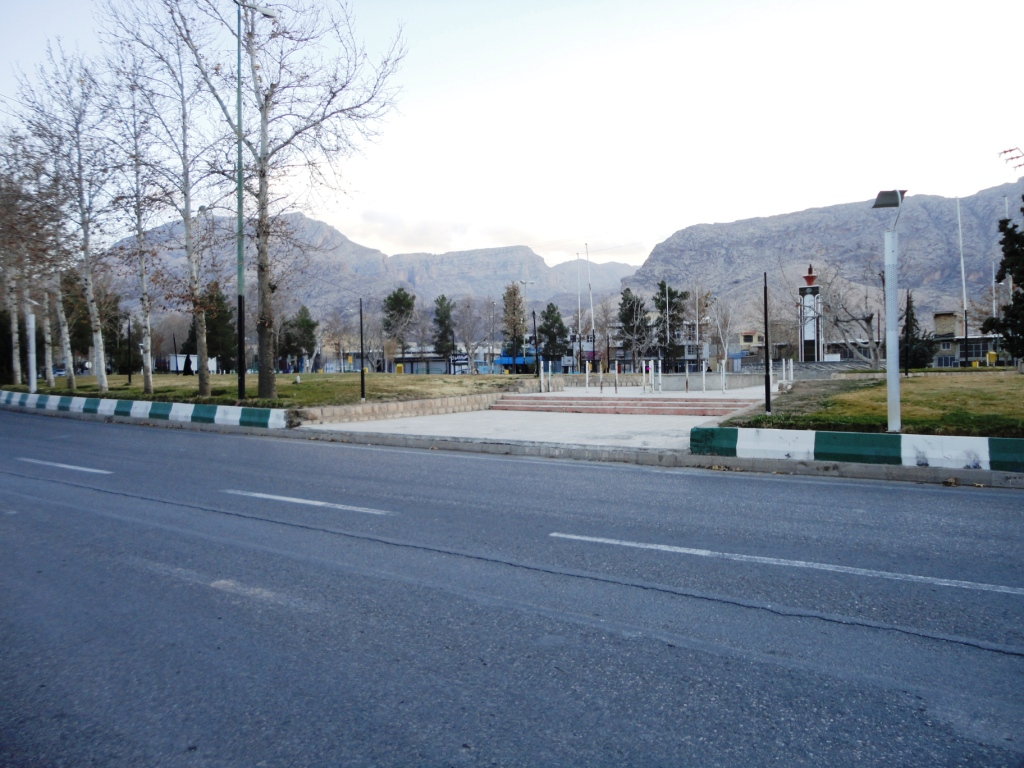

Город находится в восточной части Фарса, в горной местности юго-восточного Загроса, на высоте 1732 метров над уровнем моря.
Эстехбанат расположен на расстоянии приблизительно 150 километров к востоку-юго-востоку (ESE) от Шираза, административного центра провинции и на расстоянии 765 километров к юго-юго-востоку (SSE) от Тегерана, столицы страны.

## Население
По данным переписи, на 2006 год население составляло 33 101 человек.
| 1986   | 1991   | 1996   | 2006   | 2012   |
| ------ | ------ | ------ | ------ | ------ |
| 28 386 | 30 744 | 31 192 | 33 101 | 33 619 |

## Экономика
Почвы окрестностей Эстехбаната отличаются высоким плодородием, что делает город одним из наиболее значимых региональных сельскохозяйственных центров. Культивируют шафран, зерно, сахарную свёклу, хлопок, грецкий орех, миндаль, виноград и другие фрукты. Эстехбанат — один из крупнейших на Ближнем Востоке производителей шафрана и инжира.
Так же развито животноводство и ковроткачество.

## Достопримечательности
К югу от города, расположена рекреационная зона Парк-э-Джангали, на территории которой расположен живописный водопад.